# Mikhaïl Dmitriev
Mikhaïl Guennadievitch Dmitriev (russe : Михаил Геннадьевич Дмитриев) est un mathématicien russe né le 6 avril 1947.
Il est présentement professeur au Université nationale de recherche - École supérieure d'économie,. Il était le président de l'Université de Pereslavl de 1995 à 1998.
Il obtient un doctorat en sciences physiques et mathématiques en 1984, il est un spécialiste de mathématiques appliquées et de l'informatique. Il a gagné le prix du «Travailleur émérité de l'enseignement professionnel supérieur de la Russie" en 2008. Il est aussi membre de l'Académie russe des sciences naturelles.

## Travail notable
Il détient un brevet en Russie (numéro 2426226, approuvé le 1er novembre 2010), décrivant des étalons de fréquences quantiques utilisés pour stabiliser la fréquence des masers,.